# إبراهيم تركماني
إبراهيم خالد تركماني (1961) بروفيسور سوري وطبيب أسنان ومخترع ومشرف علمي في التلفزيون السوري. ولد في مدينة حمص ودرس طب الأسنان في جامعة دمشق، وبعد تخرجه أوفد إلى بولندا وحصل على اختصاص ودكتوراه في التعويضات الفكية الوجهية. درّس في العديد من الجامعات السورية: جامعة البعث – جامعة تشرين – جامعة حماة - جامعة الأندلس الخاصة – الجامعة السورية الخاصة – الجامعة الدولية الخاصة. حصل على براءة اختراع في مجال طب الأسنان برقم 6019 /عكبر النحل الممزوج بالراتنج الإكريلي/. أحرز الميدالية البرونزية في المعرض الدولي العاشر للاختراع والملتقى العالمي الثالث للإبداع والاختراع (فوشان)، في الصين في أيلول 2018، بالإضافة إلى الميدالية الذهبية  في المعرض الدولي للاختراعات والتقنيات الجديدة مقدونيا أيلول 2018، حصل أيضا على الميدالية البرونزية معرض الباسل للإبداع والاختراع في سورية 2015. أيضاً، حصل على الميدلية الفضية معرض الباسل للإبداع والاختراع سورية 2017.

## الوظائف الإدارية العلمية
- عميد مؤسس كلية طب الأسنان - جامعة البعث-حمص 2014 -2015
- رئيس قسم التعويضات المتحركة - كلية طب الأسنان- الجامعة السورية الخاصة 2012- 2013.
- رئيس قسم علوم الحياة- كلية طب الأسنان – جامعة البعث-حماة 2009- 2012.
- وكيل كلية طب الأسنان للشؤون الإدارية والطلاب - كلية طب الأسنان – جامعة البعث-حماة 2003-2005

## المؤسسات التي عمل لديها
- مقرر اختصاص التعويضات المتحركة بوزارة الصحة.
- عضو أكاديمي هيئة البورد السوري اختصاص التعويضات.
- عضو لجنة تمحيص الشهادات والوثائق بوزارة الصحة.
- عضوالهيئة الاستشارية العلمية في مجلة طب الفم السورية.
- عضو لجنة تخصصية درست مشروع الخطة الدرسية لكلية طب الأسنان في جامعة القلمون.
- عضو علمي أكاديمي ممثل لسورية في الهيئة التنفيذية لاتحاد الجمعيات العربية للتعويضات السنية والوجهية الفكية وعضو مؤسس للاتحاد.
- عضو لجان التحكيم للعديد من رسائل الماجستير في جامعتي دمشق والبعث.
- عضواللجنة الاستشارية لمجلة طبيب الأسنان العربي.
- عضوالهيئة الاستشارية العلمية لموقع العلماء العرب (موقع إلكتروني).
- مدير ومشرف علمي لموقع العيادة السورية (موقع إلكتروني).
- عضو البورد السوري في المجلس العلمي لاختصاص التعويضات.

```
المؤتمر الدولي الثالث للاندخال العظمي لمنطقة الوجه والفكين المتعلق بالتعويضات الفكية الوجهية والزرع في الوجه والفكين. الولايات المتحدة الأمريكية – ولاية فلوريدا آذار 2011.
```

• معرض الباسل للإبداع والاختراع السوري- دمشق–معرض دمشق الدولي
```
عام 2011- مبعدة الخد واللسان.
```

• معرض الباسل للإبداع والاختراع السوري- دمشق– عام 2015
```
سدادة زجاجة الإرضاع لمرضى حديثي الولادة ذوي انشقاق قبة الحنك بدون إجراء طبعات
```

```
حاز على الميدالية البرونزية.
```

اللغات الأجنبية: البولندية والإنكليزية.
```
حائز على شهادة قيادة الحاسوب: ICDL عام 2011
```

المراحل الدراسية: الابتدائية والإعدادية والثانوية في مدارس مدينة حمص.
```
(شهادة الثانوية العامة - القسم العلمي – رقم 20053دورة عام 1980)
```

```
المرحلة الجامعية: كلية طب الأسنان – جامعة دمشق 1986.
```

```
الاختصاص: اختصاص تعويضات فكية وجهية – الأكاديمية الطبية بومورسكا – بولندا 1992.
```

```
المؤهل العلمي: دكتوراه في العلوم الطبية في مجال طب الأسنان- الأكاديمية الطبية بومورسكا- بولندا 1992.
```

## الجامعات التي قام بالتدريس بها
```
جامعة البعث – جامعة تشرين – جامعة حماة - جامعة الأندلس الخاصة – الجامعة السورية الخاصة – الجامعة الدولية الخاصة
```

## المقررات التي قام بتدريسها
- التعويضات الكاملة – السنة الثانية – جامعة البعث.
- التعويضات الجزئية – السنة الثالثة– جامعة البعث.
- التعويضات الكاملة والفكية الوجهية – السنة الرابعة– جامعة البعث.
- التعويضات الكاملة – السنة الخامسة– جامعة البعث.
- المواد السنية التعويضية – السنة الثانية– جامعة البعث.
- مقرر اختصاص التعويضات السنة الأولى ماجستير– جامعة البعث.
- مقرر اختصاص التعويضات السنة الثانية ماجستير– جامعة البعث.
- الإطباق- السنة الأولى ماجستير– جامعة البعث.
- التعويضات الكاملة والفكية الوجهية- السنة الرابعة/ جامعة تشرين.
- التعويضات الجزئية المتحركة-السنة الرابعة/ جامعة الأندلس الخاصة
- التعويضات الكاملة / الجامعة الدولية الخاصة للعلوم والتكنولوجيا. بالانكليزية
- التعويضات الفكية الوجهية وزرع الأسنان – السنة الخامسة – الجامعة السورية الخاصة.
- التعويضات المتحركة الكاملة ما قبل السريري – السنة الثالثة – الجامعة السورية الخاصة.
- التعويضات المتحركة الجزئية ما قبل السريري – السنة الثالثة – الجامعة السورية الخاصة.
- المواد السنية التعويضية - الجامعة الدولية الخاصة للعلوم والتكنولوجيا.بالانكليزية
- التعويضات المتحركة الجزئية ما قبل السريري – الجامعة الدولية الخاصة للعلوم والتكنولوجيا. بالانكليزية
- التعويضات المتحركة الجزئية السريري – الجامعة الدولية الخاصة للعلوم والتكنولوجيا. بالانكليزية
- التعويضات المتحركة الكاملة ما قبل السريري – الجامعة الدولية الخاصة للعلوم والتكنولوجيا. بالانكليزية
- التعويضات المتحركة الكاملة السريري – الجامعة الدولية الخاصة للعلوم والتكنولوجيا. بالانكليزية

## المؤتمرات والندوات التي شارك بها بصفة محاضر
1. مؤتمر طب الأسنان في اليابان أويتا 1991 Oita-اليابان.
2. المؤتمر العلمي الرابع لنقابة أطباء الأسنان في سورية 1993.
3. المؤتمر الثاني لاتحاد منظمات أطباء الأسنان العرب والمؤتمر العلمي العاشر لنقابة أطباء الأسنان في سورية 1995.
4. المؤتمر الأول لجراحة الفم والوجه والفكين 1996.
5. المؤتمر الأردني الرابع عشر لطب الأسنان 1996-الأردن.
6. المؤتمر الأول لرابطة أطباء الأسنان الأمريكيين المنحدرين من أصل عربي في الجمهورية العربية السورية – دمشق- تموز1997.
7. المؤتمر الرابع لاتحاد منظمات أطباء الأسنان العرب والمؤتمر العلمي الدولي الحادي عشر لنقابة أطباء الأسنان في سورية –دمشق – قصر المؤتمرات -أيلول- 1997-. المحاضرة: لماذا التيتانيوم في الغرسات السنية.
8. الندوة الدولية لجراحة الفم والوجه والفكين 1997.
9. الندوة العلمية الأولى لتعويضات الأسنان - حلب- فندق شهباء الشام –نيسان- 1998 المحاضرة: التثبيت في التعويضات الفكية الوجهية.
10. المؤتمر السابع لاتحاد منظمات أطباء الأسنان العرب والمؤتمر العلمي الدولي الثاني عشر لنقابة أطباء الأسنان في سورية 1999.
11. المؤتمر العربي الأول لاتحاد الجمعيات العربية لتعويض الأسنان والمؤتمر العلمي الثاني للجمعية السورية لتعويض الأسنان 2000 تشرين أول.
12. المؤتمر العاشر لاتحاد منظمات أطباء الأسنان العرب والمؤتمر العلمي الدولي الثالث عشر لنقابة أطباء الأسنان في سورية 2001.
13. المؤتمر الأول للجمعيات العلمية التخصصية في نقابة أطباء الأسنان في سورية 2002حزيران دمشق.
14. ندوة تطوير البنى المعلوماتية الأساسية ووسائل التأهيل الحديثة- نظمتها الجمعية العلمية السورية للمعلوماتية –في فندق سفير حمص –تشرين أول 2002، المحاضرة: تقانة المعلومات والإنترنت آفاق البحث العلمي في الوطن العربي.
15. المؤتمر العلمي الدولي الرابع عشر لنقابة أ سورية-دمشق-قصر المؤتمرات 2003أيلول.
16. مؤتمر البيئة والتنمية المستدامة – المجلس الأعلى للعلوم – أسبوع العلم 44 – 2004.
17. أسبوع العلم الرابع والأربعين (مؤتمرالبيئة والتنمية المستدامة)- جامعة البعث تشرين الثاني 2004، بحث بعنوان: دراسة التلوث بالزئبق في عيادات طب الأسنان.
18. المؤتمر العلمي الدولي الخامس عشر لنقابة أطباء الأسنان في سورية-دمشق-قصر المؤتمرات-أيلول 2005.
19. أسبوع العلم الخامس والأربعين (مؤتمر تطوير الممارسة الصحية) –جامعة دمشق تشرين الثاني2005، ورقة علمية بعنوان: تراخيص مزاولة المهنة وكفاءة الطبيب.
20. مؤتمر تطوير الممارسة الصحية – المجلس الأعلى للعلوم – أسبوع العلم 45 – 2005.
21. المؤتمر الأول للمعلوماتية والتقانة في طب الأسنان 2005.
22. ندوة الترجمة في الجامعات العربية السورية أيار 2007.
23. ندوة الترجمة في الجامعات العربية السورية الواقع والطموح –كلية الآداب بجامعة البعث 2007، بحث بعنوان: الترجمة في العلوم الطبية.
24. المؤتمر السادس عشر لنقابة أطباء الأسنان في سورية- دمشق-قصر المؤتمرات-أيلول 2007
25. المؤتمر العلمي المشترك لطب الأسنان-دمشق-مدينة المعارض بدمشق- تشرين أول 2008
26. المؤتمر الثاني لكلية طب الأسنان جامعة دمشق آذار 2008، محاضرة بعنوان: تبطين الأجهزة المتحركة.
27. اليوم العلمي لقسم التعويضات المتحركة بكلية طب الأسنان جامعة البعث أيار 2008، محاضرة بعنوان: طرائق تدريس التعويضات المتحركة.
28. الملتقى الطلابي الإبداعي الحادي عشر لاتحاد الجامعات العربية –جامعة تشرين-آب 2008، البحث بعنوان: دراسة انتشار التلوث الجرثومي الهوائي والزئبقي في أقسام كلية طب الأسنان بجامعة البعث.
29. المؤتمر العلمي الثالث متعدد الاختصاصات لكلية طب الأسنان جامعة دمشق نيسان 2009، محاضرة بعنوان: الأجهزة التجميلية في التعويضات المتحركة.
30. المؤتمر العلمي الأول لطب الأسنان في موريتانيا – أنواكشوط 20: المحاضرات:
  1. تعويضات فكية وجهية للممارس العام.
  2. التعويضات الكاملة: مشاكل وحلول.
  3. الأجهزة الجميلية في التعويضات المتحركة.
  4. الأمراض المتعلقة بالأجهزة المتحركة.
31. الملتقى الطلابي الإبداعي الثاني عشر لاتحاد الجامعات العربية –جامعة أسيوط- مصر ايلول 2009، البحث بعنوان: دراسة مقارنة بين فعالية التعليم التقليدي والتعليم عن بعد في مجال طب الأسنان.
32. المؤتمر العلمي الخامس لمديرية صحة دمشق – مديرية صحة دمشق-شباط 2009، محاضرة بعنوان: الأجهزة المرنة.
33. المؤتمر الطبي التخصصي السابع لكلية طب الأسنان –جامعة تشرين-اللاذقية-آذار 2009
34. المؤتمر العلمي الدولي السابع عشر لطب الأسنان –مدينة المعارض –دمشق تشرين أول 2009، محاضرة بعنوان: الوقت عامل هام في إنجاز الجهاز الكامل.
35. المؤتمر الدولي الثالث للاندخال العظمي لمنطقة الوجه والفكين المتعلق بالتعويضات الفكية الوجهية والزرع في الوجه والفكين، الولايات المتحدة الأمريكية – ولاية فلوريدا آذار 2011.
36. الدورة العلمية السابعة لبرنامج التدريب المستمر لطبيب الأسنان (الممارس العام) لفرع دمشق – نقابة أطباء الأسنان سورية برعاية وزارة التعليم العالي في مشفى الأسد الجامعي 26-27 شباط 2014. المحاضرة بعنوان: الأجهزة التعويضية التجميلية.
37. اليوم العلمي السنوي لفرع نقابة أطباء الأسنان بحمص بالتعاون مع كلية طب الأسنان بجامعة البعث – فندق سفير حمص 15-كانون الأول 2014.المحاضرة بعنوان المنظور التجميلي في الأجهزة المتحركة.

## تأليف الكتب
```
1. الامتصاص العظمي السنخي.
```

```
2. البلع تشريحيا وفيزيولوجيا.
```